# Maria Roveran
Maria Roveran, née le  12 septembre 1988 à Venise, est une actrice italienne.

## Biographie
Maria Roveran a étudié à l'Université de Physique et de Mathématiques de Trieste avant de s'inscrire, en 2010, au cours d'interprétation du Centro Sperimentale di Cinematografia à Rome. Durant cette période, elle fait ses premières expériences avec plusieurs courts métrages et sur scène dans de nombreux théâtres. Après ses études de comédienne, elle commence en 2012 sa carrière cinématographique avec Piccola Patria d'Alessandro Rossetto, dans lequel elle joue une Luisa transgressive et reçoit un bon accueil de la critique
.
En 2018, Maria Roveran tient l'un des deux rôles principaux avec Linda Caridi, dans le film Mamma + Mamma de Karole Di Tommaso, qui relate les problèmes rencontrés par un couple de lesbienne qui désire fonder une famille,.

## Filmographie
- 2010 : Halloween Party (court métrage) : Ragazza coppietta
- 2013 : Piccola patria : Luisa
- 2014 : La foresta di ghiaccio : Sandrina
- 2015 : La prima volta (di mia figlia) : Marina à 21 ans
- 2015 : Bagaglio in eccesso (court métrage)
- 2015 : Squadra criminale (série télévisée) : Sonia De Masi
- 2015 : I Misteri di Laura (série télévisée)
- 2015 : Scorciatoie (court métrage)
- 2015 : Melanzane (court métrage) : S
- 2016 : Questi giorni : Liliana
- 2017 : Resina : Maria
- 2017 : So Be It (court métrage) : Natalya
- 2018 : Beate : Suor Caterina
- 2018 : Mamma + Mamma : Ali
- 2018 : L'estremo saluto (court métrage) : Sonia
- 2021 : Land of the sons : Maria